# トゥルー (スパンダー・バレエのアルバム)
| 専門評論家によるレビュー | 専門評論家によるレビュー |
| レビュー・スコア         | レビュー・スコア         |
| 出典                     | 評価                     |
| ------------------------ | ------------------------ |
| AllMusic                 | [ 1 ]                    |

『トゥルー』(True) は、イギリスのバンドであるスパンダー・バレエの3枚目のスタジオ・アルバム。1983年3月にクリサリス・レコードからリリースされた。スパンダー・バレエ]は、最初の2枚のアルバムでヨーロッパでの人気を得ていたが、ジャズやソウル、R&Bなどの影響を強く受けた『トゥルー』によって、全世界的な人気スターとなった。このアルバムは、全英アルバムチャート、アメリカ合衆国のBillboard 200のトップ20をはじめ、世界中の多くの国々でチャート入りした。タイトル曲「トゥルー (True)」は、全英シングルチャートの首位に4週間とどまり、Billboard Hot 100でも4位まで上昇した。また、このアルバムは、スパンダー・バレエがロンドン以外の場所で録音した最初のアルバムであり、バハマのコンパス・ポイント・スタジオで録音された。
このアルバムからは、他にも、イギリスで2位、アメリカ合衆国でもトップ30入りした「ゴールド (Gold)」や、「ライフライン (Lifeline)」、「コミュニケーション (Communication)」、「プレジャー (Pleasure)」がシングル・カットされた。現時点で、本作はスパンダー・バレエの最大のヒットアルバムとなっている。
2003年、『トゥルー』は、発売20周年を記念して、リマスターされたCDとスーパーオーディオCDが作られた。
2008年には、『デイリー・メール』紙が無料の付録としてこのアルバムを配布した。
2010年6月、スパンダー・バレエのリイシュー・シリーズの一環として、スペシャル・エディション盤がCD2枚とDVDのセットとしてリリースされ、12インチ盤のリミックスや、シングルのB面曲、コンサートのライブ録音などが収録された。
2015年には、180グラム重量盤がリリースされている。

## トラック・リスト
全曲とも、ゲイリー・ケンプの作詞、作曲による。
1. プレジャー (Pleasure) – 3:35
2. コミュニケイション (Communication) – 3:40
3. コード・オブ・ラヴ (Code of Love) – 5:11
4. ゴールド (Gold) – 4:51
5. ライフライン (Lifeline) – 3:36
6. ヘヴン・イズ・ア・シークレット (Heaven Is a Secret) – 4:27
7. ファウンデーション (Foundation) – 4:08
8. トゥルー (True) – 6:30

オリジナルのアナログ盤では以下通りであった。
Side one;
1. "Communication" – 3:40
2. "Pleasure" – 3:35
3. "Code of Love" – 5:11
4. "Gold" – 4:51

Side Two;
1. "Lifeline" – 3:36
2. "Heaven Is a Secret" – 4:27
3. "Foundation" – 4:08
4. "True" – 6:30

## パーソネル
- トニー・ハドリー（英語版） – ボーカル
- ゲイリー・ケンプ – ギター、ボーカル、キーボード、ピアノ
- マーティン・ケンプ（英語版） – ベース
- スティーヴ・ノーマン（英語版） - サクソフォーン、パーカッション
- ジョン・キーブル（英語版） – ドラムス、ボーカル
- ジェス・ベイリー (Jess Bailey) – アディショナル・キーボード

## チャート
アルバム
| 年   | チャート                      | 最高位 |
| ---- | ----------------------------- | ------ |
| 1983 | イギリス 全英アルバムチャート | 1      |
| 1983 | アメリカ合衆国 Billboard 200  | 19     |

シングル
| 年   | 曲                 | チャート                   | 最高位 |
| ---- | ------------------ | -------------------------- | ------ |
| 1982 | ライフライン       | 全英シングルチャート       | 7      |
| 1983 | トゥルー           | 全英シングルチャート       | 1      |
| 1983 | トゥルー           | Billboard Hot 100          | 4      |
| 1983 | トゥルー           | アダルト・コンテンポラリー | 1      |
| 1983 | ゴールド           | 全英シングルチャート       | 2      |
| 1983 | ゴールド           | Billboard Hot 100          | 29     |
| 1983 | ゴールド           | アダルト・コンテンポラリー | 17     |
| 1983 | コミュニケイション | 全英シングルチャート       | 12     |
| 1984 | コミュニケイション | Billboard Hot 100          | 59     |

## 2003年リイシュー
『トゥルー』は、2003年にオリジナル盤発売20周年記念盤がリイシューされた。オリジナル盤の8曲を収めたCDに加え、「ゴールド」のミュージック・ビデオなど、バンドを捉えた映像が付けられた。オリジナル盤の8曲を収めたアルバムは、高規格のスーパーオーディオCDとしても制作され、ステレオ専用のハイブリッドSACDとして発売された。

### トラックリスト
1. "Pleasure" – 3:31
2. "Communication" – 3:41
3. "Code of Love" – 5:11
4. "Gold" – 4:51
5. "Lifeline" – 3:36
6. "Heaven is a Secret" – 4:27
7. "Foundation" – 4:08
8. "True" – 6:29
9. Home Video Footage (multimedia)
10. "Gold" music video

## 2010年スペシャル・エディション
2010年のスペシャル・エディション盤は、CD2枚とDVDのセットとしてリリースされた。

### トラックリスト
CDのうち、Disc1 は、オリジナル盤と同じトラックリストである。
Disc2
1. "Lifeline" (7"short dub)
2. "Communication" (7"edited club version)
3. "Goldv (12"mix)
4. "Lifeline" (12"mix)
5. "Communication" (12"version)
6. "Lifeline" (12"dub)
7. "True" (new mix)
8. "Gold" (instrumental)
9. "Lifeline" (a cappella)
10. "True" (instrumental)
11. "Code Of Love" (live at Sadlers Wells 1983)
12. "The Freeze" (live at Sadlers Wells 1983)
13. "Glow" (live at Sadlers Wells 1983)
14. "Heaven Is A Secret" (live at Sadlers Wells 1983)

DVD

トラック1-10は1983年5月1日にロンドンのサドラーズウェルズ劇場で行われたライブ「Over Britain」の映像であり、11-15はBBCの『トップ・オブ・ザ・ポップス』出演時の映像、16-19は1983年4月29日にBBC Twoの『The Old Grey Whistle Test』に出演した際の映像である。
1. "Foundation"
2. "Communication"
3. "Pleasure"
4. "Gold"
5. "Lifeline"
6. "True"
7. "Paint Me Down"
8. "Instinction"
9. "Chant No. 1 (I Don't Need This Pleasure On)"
10. "To Cut A Long Story Short"
11. "Lifeline" - 7 October 1982
12. "Lifeline" - 25 December 1982
13. "True" - 21 April 1983
14. "True" - 29 December 1983
15. "Communication" - 24 February 1983
16. "Code Of Love"
17. "Foundation"
18. "Gold"
19. "True" - the making of album

| 先代 『レッツ・ダンス』 デヴィッド・ボウイ | 全英アルバムチャート首位 1983年5月14日 – 1983年5月20日 | 次代 『スリラー』 マイケル・ジャクソン |